# Skinn Skerping – hemskast av alla spöken i Småland
Skinn Skerping – hemskast av alla spöken i Småland är en spökhistoria från 1986. Den är skriven av Astrid Lindgren, illustrerad av Ilon Wikland och utgiven hos Rabén & Sjögren. 

## Handling
Boken återberättar en historia som Astrid Lindgrens farmor berättade för henne och hennes bror när de var små. Farmodern har själv i sin tur hört historien från sin farmor. Detta var historien om Skinn Skerping som var en gladlynt och skojfrisk kyrkvaktmästare. Han blev dock ihjälskrämd av sitt eget skämt och spökar sedan dess i den småländska kyrkan som en gång var hans arbetsplats.

## Om boken
Berättelsen om Skinn Skerping utspelar sig i Lindgrens barndoms Småland.